# Hypolycaena ogadenensis
Hypolycaena ogadenensis är en fjärilsart som beskrevs av Henry Stempffer 1946. Hypolycaena ogadenensis ingår i släktet Hypolycaena och familjen juvelvingar. Inga underarter finns listade i Catalogue of Life.